# Roque De La Fuente
Roque "Rocky" De La Fuente Guerra (San Diego, California, nació 10 de octubre de 1954) es un hombre de negocios, activista político y político estadounidense. Fue el candidato del Partido Reformista y de su propio Partido Delta Americano para las elecciones presidenciales de 2016 en Estados Unidos.
En las elecciones presidenciales de Estados Unidos de 2020, se postuló para la nominación del Partido Republicano. También aseguró las nominaciones del Partido Reformista, el Partido Alianza y el Partido Independiente Americano, pero perdió las elecciones generales ante Joe Biden. De La Fuente también perdió las primarias de marzo de 2020 para el asiento de la Cámara de Representantes de los Estados Unidos para el 21º distrito congresional de California.

## Primeros años y estudios
Nació en 1954 en el Hospital Mercy de San Diego, California, hijo de Roque Antonio de La Fuente Alexander y Bertha Guerra Yzaguirre. Sus padres lo criaron en México (Ciudad de México y Tijuana) y en Estados Unidos (San Diego y Anaheim, California). Fue educado por sus padres y órdenes católicas como Legionarios de Cristo, los Hermanos Maristas, las Carmelitas del Sagrado Corazón, las Hijas del Espíritu Santo y los Jesuitas. De La Fuente obtuvo una licenciatura en física y matemáticas de la Universidad Nacional Autónoma del Instituto Patria de México, y estudió contabilidad y administración de empresas en la Universidad Anáhuac, cerca de la Ciudad de México.

## Carrera empresarial
Entre 1976 y 1990 (cuando se hizo cargo de los concesionarios de automóviles de su padre después de que su padre tuviera un derrame cerebral), De La Fuente adquirió 28 franquicias de automóviles para Alfa Romeo, American Motors Corporation, Audi, Cadillac, Chrysler, Daihatsu, Dodge, GMC, Honda y otras marcas. También abrió tres bancos (un banco nacional aprobado por la OCC y dos bancos chárter estatales aprobados por la Comisión Bancaria de California y la FDIC), instalaciones de vida asistida en Los Ángeles y Lemon Grove, California, y once ubicaciones de cambio de divisas en los Estados Unidos y México.
En 1997, De La Fuente recibió un acuerdo de $38.7 millones del Condado de San Diego por tierras pertenecientes a él y a su padre, que el condado había tomado para construir una prisión.
En 2004, la Corporación Federal de Seguros de Depósitos emitió una orden que prohibía a De La Fuente participar en cualquier institución asegurada por la FDIC. De La Fuente apeló y el 9º Circuito revirtió la mitad de la orden y aconsejó a la FDIC que reconsiderara su sentencia, afirmando que "el uso por parte de De La Fuente de [First International Bank] como su alcancía personal era en un desprecio impactante de las prácticas bancarias sólidas y la ley en detrimento de los depositantes, accionistas y el público. Sin embargo, remitimos este asunto a la Junta para que considere, a la luz de esta disposición, si esta sanción extraordinaria sigue siendo merecida."
En noviembre de 2015, De La Fuente y la ciudad de San Diego resolvieron una disputa legal de décadas sobre problemas de uso de la tierra con respecto a un área de 312 acres que De La Fuente está desarrollando en Otay Mesa.
A partir de 2015, De La Fuente poseía negocios y propiedades en México, Estados Unidos y Uruguay.

## Carrera política

### Campaña presidencial 2016

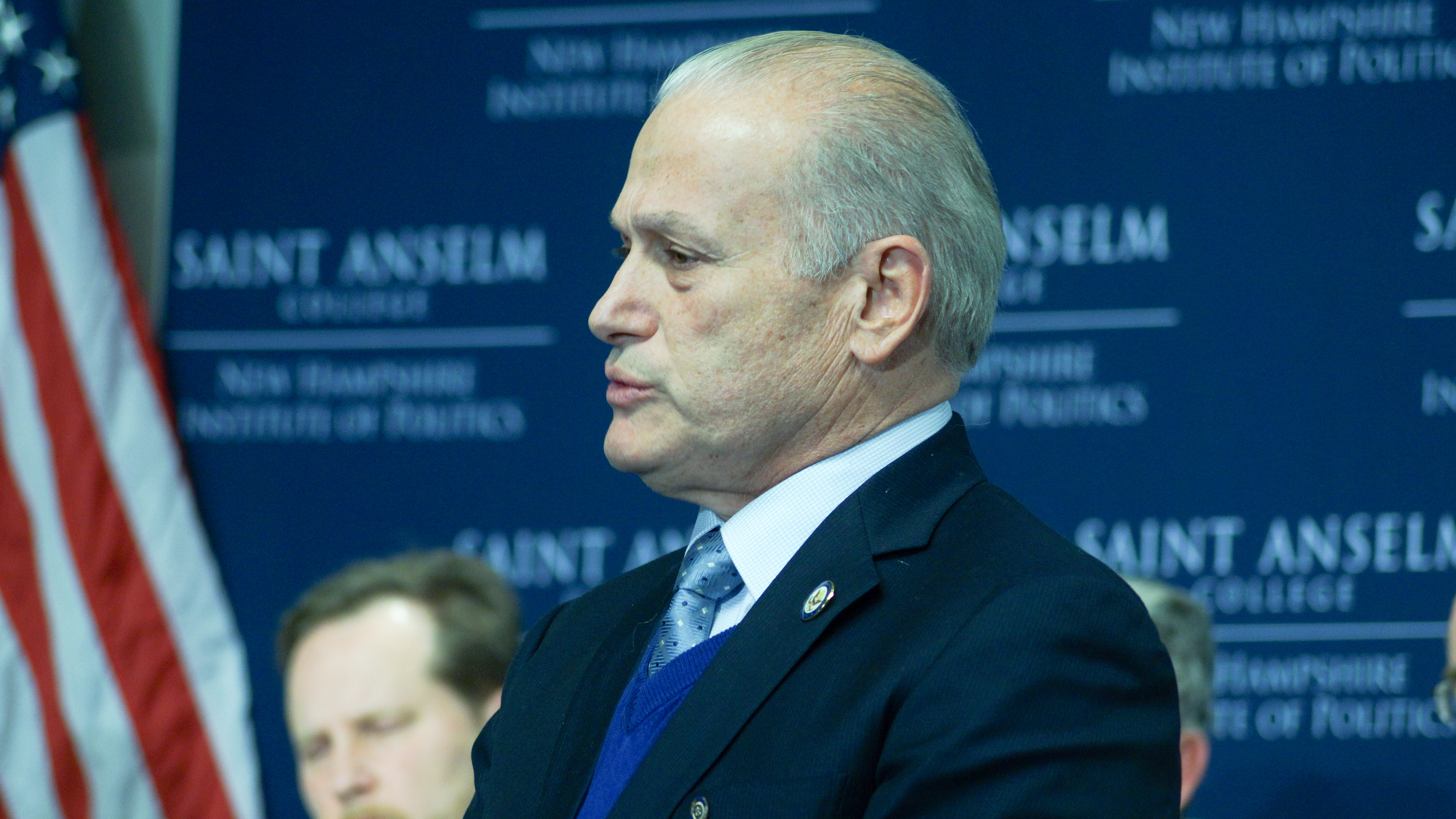
De La Fuente en el Foro de Candidatos Menos Conocidos durante su campaña para la nominación presidencial del Partido Demócrata, enero de 2016

De La Fuente llevó a cabo una campaña presidencial en las elecciones de 2016. Buscó la nominación del Partido Demócrata durante las primarias presidenciales. Su campaña no ganó una sola primaria ni consiguió delegados a la Convención Nacional Demócrata de 2016. Si bien estuvo casi completamente excluido de la votación para la primaria demócrata, fue incluido en tres encuestas estatales en Texas, Carolina del Norte y Nuevo Hampshire.

Acceso a la boleta presidencial para De La Fuente
En la boleta
Acceso como candidato por escrito
Demanda pendiente
Sin presencia en la boleta

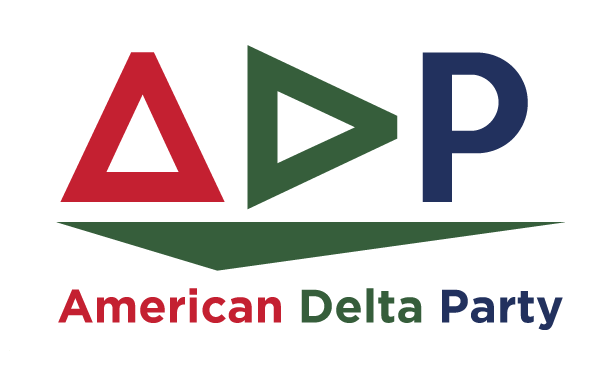
Logotipo del partido Delta estadounidense

Para competir en las elecciones generales, fundó el American Delta Party y se postuló como candidato de ese partido con su compañero de fórmula Michael Steinberg (abogado floridano) y fue nominado en agosto como candidato presidencial del Partido de la Reforma que tenía acceso a las boletas en Florida, Kentucky, Louisiana, Minnesota y Misisipi. También tuvo acceso para obtener 147 votos electorales en 20 estados (Alaska, Colorado, Florida, Idaho, Iowa, Kentucky, Minnesota, Mississippi, Montana, Nevada, Nueva Hampshire, Nueva Jersey, Nuevo México, Dakota del Norte, Rhode Island, Tennessee. , Utah, Vermont, Wisconsin y Wyoming). Se calificó como un candidato por escrito en Arizona, California, Delaware, Indiana, Maryland, Nebraska, Nueva York, Washington y Virginia Occidental.
Fue el único estadounidense de origen hispano en competir por la presidencia en esas elecciones.
De La Fuente recibió en última instancia más de 33.000 votos en las elecciones generales de noviembre, lo que le valió el 0,02% del voto popular total. No consiguió ningún voto del colegio electoral. En el voto popular, De La Fuente ocupó el octavo puesto, detrás de los candidatos del Partido Demócrata Hillary Clinton, el Partido Republicano Donald Trump, el Partido Libertario Gary Johnson, el Partido Verde Jill Stein, el independiente Evan McMullin, el Partido de la Constitución Darrel Castle y el Partido por el Socialismo y la Liberación Gloria La Riva.

### Campaña del Senado 2016
El 20 de junio de 2016, De La Fuente pagó la cuota de 10.440 dólares estadounidenses para postularse a la nominación demócrata de las elecciones de 2016 en la Florida, para decidir al candidato demócrata para el Senado de los Estados Unidos por el escaño ocupado por el republicano Marco Rubio. Compitió contra Patrick Murphy, Alan Grayson, Pam Keith, y Reginald Lustre. Obtuvo 60.606 votos (5,38 % del total), siendo Murphy el ganador de la votación y el candidato demócrata para el Senado.

### Campaña de alcaldes de la ciudad de Nueva York 2017

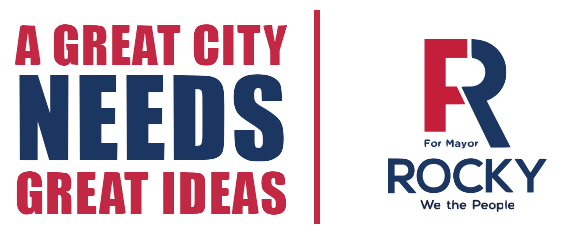
Extracto del material de campaña para la alcaldía de De La Fuente

De La Fuente buscó la nominación republicana para alcalde de la ciudad de Nueva York en las elecciones de 2017. Se unió a la carrera alegando que los datos de encuestas privadas mostraban que derrotó a los dos candidatos republicanos que ingresaron, Paul Massey y Michel Faulkner.
La candidatura de De La Fuente tuvo problemas con su falta de residencia. La ley de la ciudad requiere que los candidatos sean residentes de la ciudad antes de la elección. La campaña de De La Fuente dijo que había intentado comprar un departamento, que la administración del edificio se negó a entrevistarlo porque era hispano y que podrían resolver un caso en un tribunal federal.
El 28 de marzo, De La Fuente compitió con los aspirantes a alcalde Kevin Coenen, Mike Tolkin, Independent Bo Dietl, el retador demócrata Sal Albanese y el republicano Faulkner organizaron un evento en el Partido de la Reforma del Estado de Nueva York.(Esto no está relacionado con The Reform Party of United States of America)
Más tarde, Faulkner y Massey suspendieron sus campañas. Sólo De La Fuente y Nicole Malliotakis permanecieron en las primarias republicanas. Debido a la falta de firmas válidas, la campaña de De La Fuente terminó el 1 de agosto de 2017. Nicole Malliotakis fue elegida alcaldesa de Nueva York.

### Campañas en el Senado 2018
De La Fuente se postuló para el Senado de Estados Unidos en nueve estados en 2018. Su intención era mostrar los problemas con el proceso electoral actual. Lo llamó "Loony Toons".  El 26 de febrero de 2018, se presentó para las elecciones al Senado de 2018 en California bajo el Partido Republicano. Su oponente era Dianne Feinstein. Obtuvo el noveno lugar de un campo de 35, obteniendo 135.109 votos. En California, los dos últimos candidatos llegaron a la votación final. El 8 de agosto, su cándido terminó en el estado de Washington. Fue uno de los 32 candidatos allí. La Fuente perdió las primarias el 5 de junio. En Florida, De La Fuente perdió las primarias republicanas ante su único retador, el gobernador Rick Scott. Fue candidato en Wyoming, Hawái, Minnesota, Vermont, Delaware y Rhode Island, pero perdió en todos ellos.

### Campaña presidencial de 2020

#### Proceso de nominación
En enero de 2017, De La Fuente declaró en una presentación judicial que tenía la intención de buscar nuevamente la nominación del Partido Demócrata en las elecciones presidenciales de 2020. Reiteró los planes de buscar la presidencia a raíz de sus fracasos electorales de 2018.
Sin embargo, De La Fuente se postuló para la nominación republicana en su lugar. Al 30 de enero de 2020, había recaudado $ 17,253 de fuentes externas y había prestado su propia campaña $ 15.13 millones, de los cuales la campaña había devuelto $ 8.2 millones. Para las primarias republicanas, calificó como candidato en California (donde también calificó para la boleta electoral para el Partido Independiente Americano), Connecticut, Delaware, Florida, Idaho, Illinois (donde está en la boleta electoral pero no tiene candidatos delegados para apoyarlo), Louisiana, Massachusetts, Mississippi, New Hampshire, Pennsylvania, Texas y Vermont, y presentó en Nueva York, Oklahoma, Rhode Island y Virginia Occidental. Presentó en Tennessee, pero no terminó en la boleta electoral.
Su candidatura sobrevivió a un desafío de acceso a la boleta electoral en Alabama, pero se retiró del estado antes de que se estableciera la boleta electoral. También se retiró de Arkansas, Colorado y Missouri. Sus retiros de Arkansas y Utah llegaron demasiado tarde para evitar que aparezca en la boleta electoral. Eligió permanecer en la primaria retrasada de Connecticut, a pesar de la presión del presidente del Partido Republicano del estado. La Secretaria de Estado de Connecticut, Denise Merrill, también solicitó que De La Fuente se permitiera retirar de la boleta electoral, ya que Trump ya había asegurado suficientes delegados para ganar y la votación durante la pandemia de COVID-19 pondría en riesgo la salud del público. De La Fuente permaneció en la boleta electoral, a pesar de esa solicitud y una campaña del Partido Republicano del estado para que la gente llame al candidato para convencerlo de que abandonara la escuela.
Recibió el 0.56% de los 19 millones de votos emitidos en las primarias republicanas y no obtuvo ningún delegado. Su falta de hacer la lista de candidatos iniciales en Míchigan llevó a declarar su intención de obtener en la boleta electoral a través de la presentación de peticiones y a su gerente de campaña presentar una demanda en nombre de un votante de Míchigan que buscaba tener De La Fuente en la boleta electoral. Él no terminó en la boleta electoral. La Corte Suprema de Minnesota rechazó una petición similar el 9 de enero; en ese estado, el partido republicano dictó la lista de candidatos y permitió a los candidatos escritos. Algunos estados están renunciando a las primarias republicanas para el ciclo 2020, y el liderazgo republicano en esos estados ha seleccionado al presidente en ejercicio Donald Trump como su candidato. De La Fuente ha nombrado a Trump, la campaña de Trump, el Comité Nacional Republicano y varios partidos republicanos estatales en una demanda que afirma que hubo una coordinación inadecuada en un intento de evitar que los candidatos compitieran para la nominación.
En 2019 De La Fuente presentó una de las cinco demandas que surgieron contra una ley de California que requiere que los candidatos divulguen sus declaraciones de impuestos para aparecer en las boletas primarias del estado. Esa ley, que fue vista como dirigida contra el titular Donald Trump, fue bloqueada por un juez federal. De La Fuente también solicitó una revisión de la Corte Suprema de los Estados Unidos de una decisión judicial del Noveno Circuito que aprobó los requisitos de California para el acceso a la boleta electoral por parte de candidatos independientes, y planteó un desafío federal para que Georgia otorgara a los partidos políticos el control final sobre quién aparece en sus boletas; partes en Florida y Minnesota tienen un control similar. Después de que se presentó la demanda, el partido republicano de Georgia presentó una boleta electoral que incluía solo al titular Donald Trump como candidato, eligiendo no incluir a De La Fuente y otros tres candidatos que habían estado bajo consideración.
Durante el período previo a las primarias, el presidente del Partido Libertario Nicholas Sarwark sugirió que De La Fuente se postulara para la nominación de su partido, una opción que el candidato consideró. Sin embargo, no se unió a la lista de candidatos.
El 25 de abril, De La Fuente se convirtió en el primer candidato presidencial del Partido Alianza, con Darcy Richardson como su compañera de fórmula.
El 20 de junio, recibió la nominación del Partido Reformista, recibiendo 17 de los 21 votos de delegado emitidos.

### Elecciones generales
El boleto de De La Fuente/Richardson está programado para estar en la boleta electoral en Florida bajo el Partido Reforma; en Carolina del Sur, Tennessee, Delaware, Mississippi, Maine y Alaska bajo el Partido Alianza; en Míchigan bajo un acuerdo entre el Partido Alianza y el Partido de Derecho Natural de Míchigan; y en Arkansas e Idaho como independiente. De La Fuente también está en la boleta electoral en California como el candidato del Partido Independiente Americano, pero con Kanye West en lugar de Richardson como su candidato a vicepresidencia.

### Campaña del Congreso 2020
De La Fuente se ha presentado para postularse como republicano en la campaña por el asiento de la Cámara de Representantes de los Estados Unidos para el distrito 21 de California. (A diferencia de la mayoría de los otros estados, California no tiene ninguna ley que prohíba simultáneamente postularse para la presidencia y para el Congreso.) Su hijo Ricardo se postula para el mismo escaño que un demócrata. Ninguno de los dos vive en el distrito. Rocky cree que su candidatura ayudará a las posibilidades de su hijo de obtener el asiento, que es el resultado que desea. (Ricardo también se postula para representante de los Estados Unidos para el distrito 27 de Texas, también como demócrata.

## Vida personal
De La Fuente se casó con Katayoun Yazdani.
De La Fuente tiene cinco hijos. De La Fuente tiene un objetivo declarado de crear una dinastía política. Dos de sus hijos también han buscado un cargo.
Su hijo Ricardo "Ricky" De La Fuente ha buscado varios escaños en el Congreso. Se postuló por primera vez como demócrata en las elecciones especiales del 34º distrito congresional de California del 2017. Luego, en 2018, buscó sin éxito la nominación demócrata para el 24º distrito congresional de Florida en los Estados Unidos. En 2020 se postuló sin éxito como demócrata en el 21º distrito congresional de Estados Unidos de California (compitiendo contra su padre, quien se postuló sin éxito como republicano) y ganó con éxito la nominación demócrata para el 27º distrito congresional de Estados Unidos de Texas (donde espera convertirse en residente). En 2020, Ricardo también se postulaba originalmente para la nominación demócrata en el 24º distrito congresional de Florida en los Estados Unidos.
En 2020, su hijo Roque De La Fuente III entró en las primarias presidenciales demócratas en Arizona, California, Colorado, Idaho, New Hampshire, Texas y Utah.

## Historia electoral

### Elecciones presidenciales
| Primarias presidenciales del Partido Demócrata, 2016 | Primarias presidenciales del Partido Demócrata, 2016 | Primarias presidenciales del Partido Demócrata, 2016 |
| Candidato                                            | Votos                                                | %                                                    |
| ---------------------------------------------------- | ---------------------------------------------------- | ---------------------------------------------------- |
| Hillary Clinton                                      | 16,917,853                                           | 55.23                                                |
| Bernie Sanders                                       | 13,210,550                                           | 43.13                                                |
| Martin O'Malley                                      | 110,423                                              | 0.36                                                 |
| Rocky De La Fuente                                   | 67,468                                               | 0.22                                                 |
| Willie Wilson                                        | 25,796                                               | 0.08                                                 |
| Paul T. Farrell, Jr.                                 | 21,694                                               | 0.07                                                 |
| Keith Russell Judd                                   | 20,305                                               | 0.07                                                 |
| Michael Steinberg                                    | 20,126                                               | 0.07                                                 |
| Henry Hewes                                          | 11,062                                               | 0.04                                                 |
| John Wolfe Jr.                                       | 7,369                                                | 0.02                                                 |
| Star Locke                                           | 5,202                                                | 0.02                                                 |
| Steve Burke                                          | 4,893                                                | 0.02                                                 |
| Lawrence "Larry Joe" Cohen                           | 2,407                                                | 0.01                                                 |
| Calvis L. Hawes                                      | 2,017                                                | 0.01                                                 |
| James Valentine                                      | 1,726                                                | 0.01                                                 |
| Jon Adams                                            | 486                                                  | 0.00                                                 |
| Vermin Supreme                                       | 268                                                  | 0.00                                                 |
| Mark Stewart                                         | 236                                                  | 0.00                                                 |
| David John Thistle                                   | 226                                                  | 0.00                                                 |
| Graham Schwass                                       | 143                                                  | 0.00                                                 |
| Otros (menos de 100 votos cada uno)                  | 346                                                  | 0.00                                                 |
| No comprometido                                      | 101,481                                              | 0.33                                                 |
| Ninguna preferencia                                  | 50,990                                               | 0.17                                                 |
| dispersión                                           | 48,576                                               | 0.16                                                 |
| Delegación sin instrucciones                         | 1,488                                                | 0.00                                                 |
| Total                                                | 30,633,131                                           | 100.00                                               |

| Elecciones presidenciales de los Estados Unidos de 2016 | Elecciones presidenciales de los Estados Unidos de 2016 | Elecciones presidenciales de los Estados Unidos de 2016 | Elecciones presidenciales de los Estados Unidos de 2016 | Elecciones presidenciales de los Estados Unidos de 2016 | Elecciones presidenciales de los Estados Unidos de 2016 | Elecciones presidenciales de los Estados Unidos de 2016 |
| Candidato presidencial                                  | Partido                                                 | Votación Popular                                        | Votación Popular                                        | Voto Electoral                                          | Voto Electoral                                          | Candidato a la vicepresidencia                          |
| Candidato presidencial                                  | Partido                                                 | Contar                                                  | Porcentaje                                              | Proyectar                                               | Legítimo                                                | Candidato a la vicepresidencia                          |
| ------------------------------------------------------- | ------------------------------------------------------- | ------------------------------------------------------- | ------------------------------------------------------- | ------------------------------------------------------- | ------------------------------------------------------- | ------------------------------------------------------- |
| Donald Trump                                            | Republican                                              | 62,984,828                                              | 45.93                                                   | 306                                                     | 304                                                     | Mike Pence                                              |
| Hillary Clinton                                         | Demócrata                                               | 65,853,514                                              | 48.02                                                   | 232                                                     | 227                                                     | Tim Kaine                                               |
| Gary Johnson                                            | Libertario                                              | 4,489,235                                               | 3.27                                                    | 0                                                       | 0                                                       | Bill Weld                                               |
| Jill Stein                                              | Green                                                   | 1,457,226                                               | 1.06%                                                   | 0                                                       | 0                                                       | Ajamu Baraka                                            |
| Evan McMullin                                           | (Independiente)                                         | 732,273                                                 | 0.53%                                                   | 0                                                       | 0                                                       | Mindy Finn                                              |
| Darrell Castle                                          | Partido Constitución                                    | 203,091                                                 | 0.15%'                                                  | 0                                                       | 0                                                       | Scott Bradley                                           |
| Gloria La Riva                                          | Socialismo y Liberación                                 | 74,405                                                  | 0.05%                                                   | 0                                                       | 0                                                       | Eugene Puryear                                          |
| Rocky De La Fuente                                      | Partido Americano Delta y Reforma                       | 33,136                                                  | 0.02                                                    | 0                                                       | 0                                                       | Michael Steinberg                                       |
| Otro                                                    | Otro                                                    | 1,297,332                                               | 0.93                                                    | 0                                                       | 7                                                       | Otro                                                    |
| Total                                                   | Total                                                   | 137,125,040                                             | 100.00                                                  | 538                                                     | 538                                                     | Total                                                   |

| Primarias presidenciales republicanas de 2020              | Primarias presidenciales republicanas de 2020 | Primarias presidenciales republicanas de 2020 | Primarias presidenciales republicanas de 2020 |
| Estado                                                     | Fecha                                         | Voto                                          | %                                             |
| ---------------------------------------------------------- | --------------------------------------------- | --------------------------------------------- | --------------------------------------------- |
| 2020 Nueva Hampshire Primaria republicana                  | 11 de febrero                                 | 148                                           | .1                                            |
| 2020 Primaria republicana de Arkansas                      | 3 de marzo                                    | 1,848                                         | 0.75                                          |
| Primaria republicana de California 2020                    | 3 de marzo                                    | 24,351                                        | 1                                             |
| Primaria republicana de Massachusetts 2020                 | 3 de marzo                                    | 675                                           | .24                                           |
| Primaria republicana de Oklahoma 2020                      | 3 de marzo                                    | 2,466                                         | .83                                           |
| Primaria republicana de Texas 2020                         | 3 de marzo                                    | 7,563                                         | .38                                           |
| 2020 Vermont Primaria republicana                          | 3 de marzo                                    | 341                                           | .87                                           |
| Primaria republicana de Idaho 2020                         | 10 de marzo                                   | 637                                           | .54                                           |
| 2020 Mississippi Primaria republicana                      | 10 de marzo                                   | 1,079                                         | .4                                            |
| 2020 Florida Primaria republicana                          | 17 de marzo                                   | 12,172                                        | .98                                           |
| 2020 Primaria republicana de Illinois                      | 17 de marzo                                   | 21,833                                        | 4.02                                          |
| 2020 Rhode Island Primaria presidencial republicana        | 2 de junio                                    | 182                                           | .83                                           |
| Primaria presidencial republicana de Pensilvania 2020      | 5 de junio                                    | 14,250                                        | 1.5                                           |
| 2020 Virginia Occidental Primaria presidencial republicana | 9 de junio                                    | 1,537                                         | .73                                           |
| 2020 Delaware Primaria presidencial republicana            | 7 de junio                                    | 3,920                                         | 11.95                                         |
| 2020 Luisiana Primaria presidencial republicana            | 12 de junio                                   | 2,333                                         | 1.1                                           |
| 2020 Connecticut Primaria presidencial republicana         | 12 de agosto                                  | 5,803                                         | 7.2                                           |

### Primarias del Senado de los Estados Unidos
| Resultados de las elecciones primarias del Senado Demócrata de la Florida 2016 | Resultados de las elecciones primarias del Senado Demócrata de la Florida 2016 | Resultados de las elecciones primarias del Senado Demócrata de la Florida 2016 |
| Candidato                                                                      | Voto                                                                           | %                                                                              |
| ------------------------------------------------------------------------------ | ------------------------------------------------------------------------------ | ------------------------------------------------------------------------------ |
| Patrick Murphy                                                                 | 665,985                                                                        | 58.9                                                                           |
| Alan Grayson                                                                   | 199,929                                                                        | 17.7                                                                           |
| Pam Keith                                                                      | 173,919                                                                        | 15.5                                                                           |
| Rocky De La Fuente                                                             | 60,810                                                                         | 5.4                                                                            |
| Reginald Luster                                                                | 29,138                                                                         | 2.6                                                                            |
| Total                                                                          | 1,129,781                                                                      | 100.00                                                                         |

Primarias del Senado de 2018
| Estado       | Tipo primario       | Fecha            | Voto    | %     | Ganador(s)                      |
| ------------ | ------------------- | ---------------- | ------- | ----- | ------------------------------- |
| California   | Manta no Partidista | 5 de junio       | 135,279 | 2.1   | Dianne Feinstein, Kevin de León |
| Washington   | Manta no Partidista | 8 de agosto      | 5,724   | 0.34  | Maria Cantwell, Susan Hutchison |
| Hawaii       | Republicano         | 11 de agosto     | 3,075   | 9.4   | Ron Curtis                      |
| Minnesota    | Republicano         | 14 de agosto     | 17,051  | 5.9   | Jim Newberger                   |
| Vermont      | Republicano         | 14 de agosto     | 1,057   | 2.9   | Brooke Paige                    |
| Wyoming      | Republicano         | 21 de agosto     | 1,280   | 1.1   | John Barrasso                   |
| Florida      | Republicano         | 28 de agosto     | 187,209 | 11.4  | Rick Scott                      |
| Delaware     | Republicano         | 6 de septiembre  | 1,998   | 5.3   | Robert Arlett                   |
| Rhode Island | Republicano         | 12 de septiembre | 3,722   | 12.3% | Robert Flanders                 |